# Universidad Americana de Acapulco
La Universidad Americana de Acapulco (UAA por sus siglas institucionales) es una institución privada de nivel medio superior y superior ubicada en el ciudad y puerto de Acapulco, Guerrero. Fue fundada en 1992 por el entonces gobernador del estado José Francisco Ruiz Massieu.
Una de las universidades de mayor reconocimiento al ser la única escuela privada del estado de Guerrero incorporada a la UNAM, la máxima casa de estudios del país.
En Acapulco, cuenta también con escuelas preparatoria y secundaria —fundadas en 1993 y 2004, respectivamente— ubicadas en las inmediaciones del campus central de la Universidad. En Chilpancingo, capital del estado, también existe un plantel universitario y de bachillerato.

## Historia
En octubre de 1991,la Universidad Americana de Acapulco fue creada por Ian María Clara Santos Quevedo y Margarita Valentina Morales Nájera gracias a la creación de la Facultad Libre de Derecho que en marzo de 1992 se transformaría en la Universidad Americana de Acapulco consolidándose como una institución de enseñanza superior privada el día 31 de agosto de 1992 con una ceremonia inaugural. El primer Manuel Rainer Armas Cañas recibió como invitados a esa ceremonia al Gobernador del Estado José Francisco Ruiz Massieu, al Rector de la Universidad Nacional Autónoma de México, al Abogado General de la Universidad, al Secretario de Educación Pública Ernesto Zedillo|Ernesto Zedillo Ponce de León]]  al Secretario de Turismo, Pedro Joaquín Coldwell, al Embajador de México en la OEA, Alejandro Carrillo Castro, entre otras personalidades.
A raíz de los daños en el inmueble principal de la universidad Americana de Acapulco ocasionados por el siniestro del Huracán Otis, el 22 de diciembre de 2023 se comunicó, por medio de un dictamen del gobierno estatal, el cierre de las actividades administrativas y académicas dentro de dicho inmueble, lo que derivó en el cierre definitivo de la Universidad.

## Oferta educativa
La UAA tiene distintas opciones incorporadas a la Universidad Nacional Autónoma de México:

### Bachillerato
- Escuela Preparatoria Plantel Acapulco INC. UNAM 6852-97
- Escuela Preparatoria Plantel Chilpancingo INC. UNAM 6852-97

### Licenciaturas
- Administración  			   Inc. UNAM 8852-02
- Arquitectura       			   Inc. UNAM 8852-03
- Contaduría                            Inc. UNAM 8852-08
- Derecho                               Inc. UNAM 8852-09
- Ingeniería en Computación 		   Inc. UNAM 8852-16
- Psicología                             Inc. UNAM 8852-25
- Administración de Empresas Turísticas RVOE SEP 952011
- Comunicación y relaciones públicas RVOE SEP 933358
- Gastronomía                 RVOE SEG /025/2011

### Carreras Profesional Asociado
- Profesional Asociado en Gastronomía RVOE SEG /00080/2004
- Profesional Asociado en Construcción RVOE SEG /055/2011

### Maestrías
- Administración              RVOE SEP 984083
- Finanzas	  RVOE SEP 984084
- Derecho Constitucional y Electoral RVOE SEP 2014414
- Derecho Constitucional y Amparo RVOE SEP 974233
- Nuevas Tecnologías Aplicadas a la educación RVOE SEG /092/2010
- Derecho Judicial   RVOE SEG/012/2009
- Desarrollo y Mejoramiento del Hábitat RVOE SEP 2008039
- Comunicación Organizacional RVOE SEP 2024270

### Doctorados
- Administración  RVOE SEP 2004289.
- Derecho          RVOE SEP 2024290

### Escuela de Música
La universidad posee una escuela de música.

### Escuelas Afiliadas
- Escuela Primaria
- Escuela Secundaria